# Красношадымское сельское поселение
Красношадымское се́льское поселе́ние — муниципальное образование в Ковылкинском районе Мордовии Российской Федерации.
Административный центр — село Красный Шадым.

## История
Статус и границы сельского поселения установлены Законом Республики Мордовия от 7 февраля 2005 года № 13-З «Об установлении границ муниципальных образований Ковылкинского муниципального района, Ковылкинского муниципального района и наделении их статусом сельского поселения, городского поселения и муниципального района».
Законом Республики Мордовия от 20 мая 2008 года, были упразднены Алькинское и Янгужинско-Майданское сельские поселения (сельсоветы), а их населённые пункты были включены в Красношадымское сельское поселение (сельсовет).

## Население
| 2002 | 2010 | 2012 | 2013 | 2014 | 2015 | 2016 |
| ---- | ---- | ---- | ---- | ---- | ---- | ---- |
| 998  | ↘766 | ↘726 | ↘670 | ↘630 | ↘597 | ↘568 |
| 2017 | 2018 | 2019 | 2020 | 2021 |      |      |
| ↘554 | ↘527 | ↘507 | ↘483 | ↘407 |      |      |

## Состав сельского поселения
| № | Населённый пункт   | Тип населённого пункта | Население |
| - | ------------------ | ---------------------- | --------- |
| 1 | Алькино            | село                   | ↘286      |
| 2 | Красная Поляна     | посёлок                | ↘0        |
| 3 | Красный Шадым      | село                   | ↘288      |
| 4 | Первомайский       | посёлок                | ↘12       |
| 5 | Тютьково           | посёлок                | ↘10       |
| 6 | Янгужинский Майдан | село                   | ↘170      |